# Nathalie Fourcade
Pour les articles homonymes, voir Fourcade.
Nathalie Fourcade (née le 3 octobre 1970 à Tarbes) est une ancienne joueuse de basket-ball française évoluant au poste de meneuse.
Ayant effectué l’intégralité de sa carrière au Tarbes Gespe Bigorre, elle est également la mère de Pauline Astier, elle aussi joueuse de basket-ball.

## Biographie
Au club depuis sa création en 1983, Nathalie Fourcade fit toutes ses classes au Tarbes Gespe Bigorre avec qui elle gravit les échelons, connaissant les différentes montées du club jusqu’à la NF1A, division élite du basket-ball féminin.
Doublure à la mène de l’internationale Corinne Benintendi, Nathalie Fourcade remporta avec son club la coupe d’Europe Liliana-Ronchetti le 13 mars 1996, premier titre majeur du club sur la scène européenne.
Elle mit terme à sa carrière la saison suivante.

### Carrière en club
| Saisons   | Équipe               | Pays   |
| 1983–1997 | Tarbes Gespe Bigorre | France |

## Statistiques

### En club

#### En coupes d’Europe
| Saison   | Club     | M  | Min   | 2 pts | 2 pts | 2 pts | 3 pts | 3 pts | 3 pts | LF | LF | LF   | F   | Fp | Rebonds | Rebonds | Rebonds | Pd  | C   | Int | Bp  | Év  | Pts |
| Saison   | Club     | M  | Min   | R     | T     | %     | R     | T     | %     | R  | T  | %    | F   | Fp | O       | D       | T       | Pd  | C   | Int | Bp  | Év  | Pts |
| -------- | -------- | -- | ----- | ----- | ----- | ----- | ----- | ----- | ----- | -- | -- | ---- | --- | -- | ------- | ------- | ------- | --- | --- | --- | --- | --- | --- |
| 1993-94  | Tarbes   | 12 | 13:05 | 4     | 12    | 33,3  | 3     | 7     | 42,9  | 7  | 10 | 70,0 | 1,2 |    | 0,2     | 0,4     | 0,6     | 1,4 | 0,0 | 0,3 | 1,0 | 2,1 | 2,0 |
| 1994-95  | Tarbes   | 9  | 10:30 | 3     | 8     | 37,5  | 6     | 13    | 46,2  | 6  | 9  | 66,7 | 2,6 |    | 0,6     | 0,7     | 1,2     | 1,3 | 0,0 | 1,1 | 1,4 | 3,9 | 3,3 |
| 1995-96  | Tarbes   | 11 | 13:55 | 5     | 10    | 50,0  | 1     | 4     | 25,0  | 18 | 29 | 62,1 | 2,1 |    | 0,4     | 1,3     | 1,6     | 0,7 | 0,0 | 1,2 | 1,3 | 3,4 | 2,8 |
| 1996-97  | Tarbes   | 7  | 11:00 | 1     | 2     | 50,0  | 1     | 3     | 33,3  | 5  | 8  | 62,5 | 2,0 |    | 0,1     | 0,4     | 0,6     | 1,4 | 0,0 | 0,6 | 0,9 | 2,3 | 1,4 |
| Carrière | Carrière | 39 | 13:09 | 13    | 32    | 40,6  | 11    | 27    | 40,7  | 36 | 56 | 64,3 | 1,9 |    | 0,3     | 0,7     | 1,0     | 1,2 | 0,0 | 0,8 | 1,2 | 2,9 | 2,4 |